# Vaitkuškis
Vaitkuškis (hist., pol. Wojtkuszki) – wieś na Litwie położona w rejonie wiłkomierskim okręgu wileńskiego, 4 km na południe od Wiłkomierza, nad rzeką Świętą.

## Historia
W pobliży wsi znajduje się kopiec. Badania archeologiczne przeprowadzone w 1970 roku doprowadziły do odkrycia artefaktów i śladów po osadzie z drugiej połowy I tysiąclecia p.n.e. i początków naszej ery.

### Własność
Według legend wielki książę litewski Świdrygiełło miał tu jeden ze swoich zamków. Odbyła się tu wielka bitwa między wojskami Zygmunta Kiejstutowicza a Świdrygałły, wspomaganymi przez Krzyżaków. W 1796 roku przy wznoszeniu jednego z budynków znaleziono srebrne monety ponoć z tego okresu.
Około 1550 roku rodzina Skorulskich herbu Kościesza (odm.) skomasowała tutejsze drobniejsze mniejsze majątki w jedną całość drogą małżeństw i zakupów. Władali tą ziemią do 1760 roku. Pierwszym jej znanym właścicielem był Michał Skorulski. Jego syn Bartłomiej żonaty z Dorotą Jodkówną był kolejnym dziedzicem na tych dobrach. Jednymi z kolejnych właścicieli byli: Melchior Skorulski (zm. w 1639 roku), Antoni (który władał Wojtkuszkami co najmniej w okresie 1720–1730). Michał Skorulski, syn Antoniego, oboźny wileński sprzedał w 1764 roku majątek Wojtkuszki za 160 tysięcy złotych polskich swojemu krewnemu Michałowi Kossakowskiemu żonatemu z Barbarą Zyberk zu Wischling (~1730–1811) herbu własnego. Kolejnymi właścicielami klucza byli:
- ich syn Józef Dominik Kossakowski (1771–1840), łowczy wielki litewski i pułkownik wojsk Wielkiego Księstwa Litewskiego, żonaty z Ludwiką Zofią Potocką (1779–1850) herbu Pilawa
- ich syn Stanisław Szczęsny (1795–1872), dyplomata w służbie rosyjskiej, literat, żonaty z Aleksandrą de Laval de la Loubrerie (1811–1886)
- ich syn Stanisław Kazimierz (1837–1905), heraldyk, ordynat na Lachowiczach, trzykrotnie żonaty
- syn Stanisława Kazimierza i jego trzeciej żony Zofii Bower-St. Clair de Saint Clair (1869–1911) Jan Kossakowski (1900–1979), żonaty ze Stanisławą Rynkowską (1897–1981) – ostatni właściciele Wojtkuszek do 1940 roku[4].

Około 1890 roku tutejsze dobra Kossakowskich liczyły 1963 dziesięcin ziemi. W wyniku litewskiej reformy rolnej zdewastowany majątek został okrojony.

### Przynależność administracyjna
| rok  | liczba ludności |
| ---- | --------------- |
| 1902 | 286             |
| 1923 | 292             |
| 1959 | 159             |
| 1970 | 109             |
| 1979 | 158             |
| 1987 | 191             |
| 1989 | 166             |
| 2001 | 148             |
| 2011 | 134             |

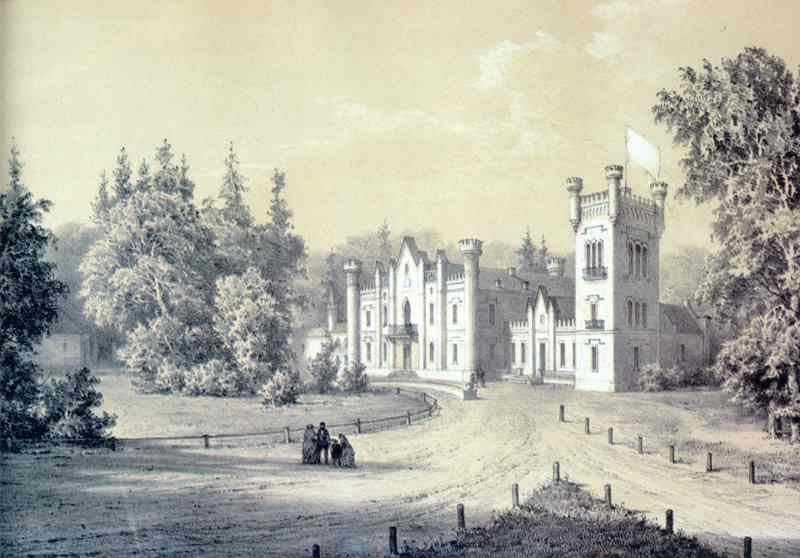
Pałac Kossakowskich na akwareli Napoleona Ordy, około 1870

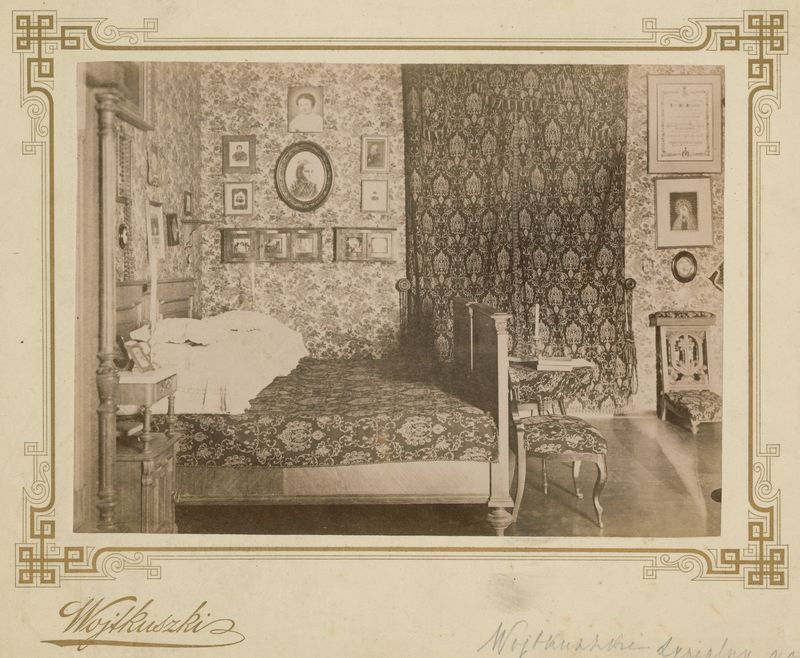
Sypialnia w pałacu, przełom XIX i XX wieku

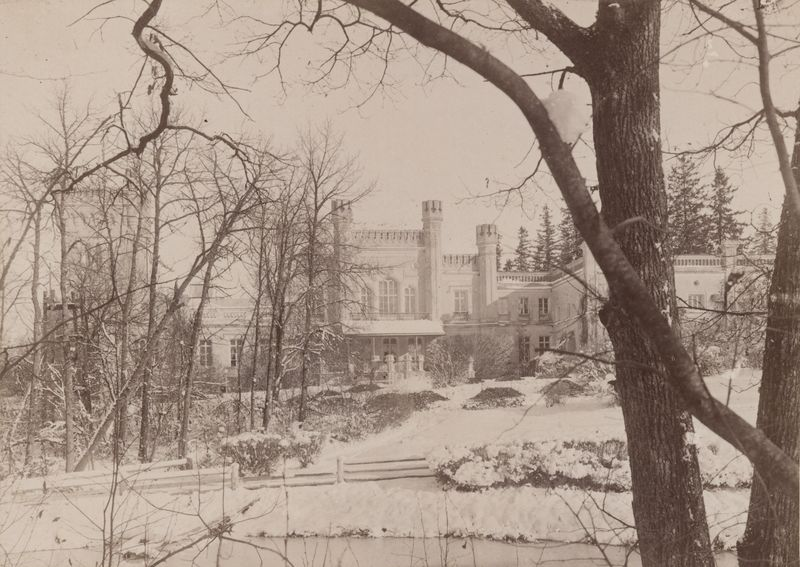
Park w Wojtkuszkach zimą, przełom XIX i XX wieku

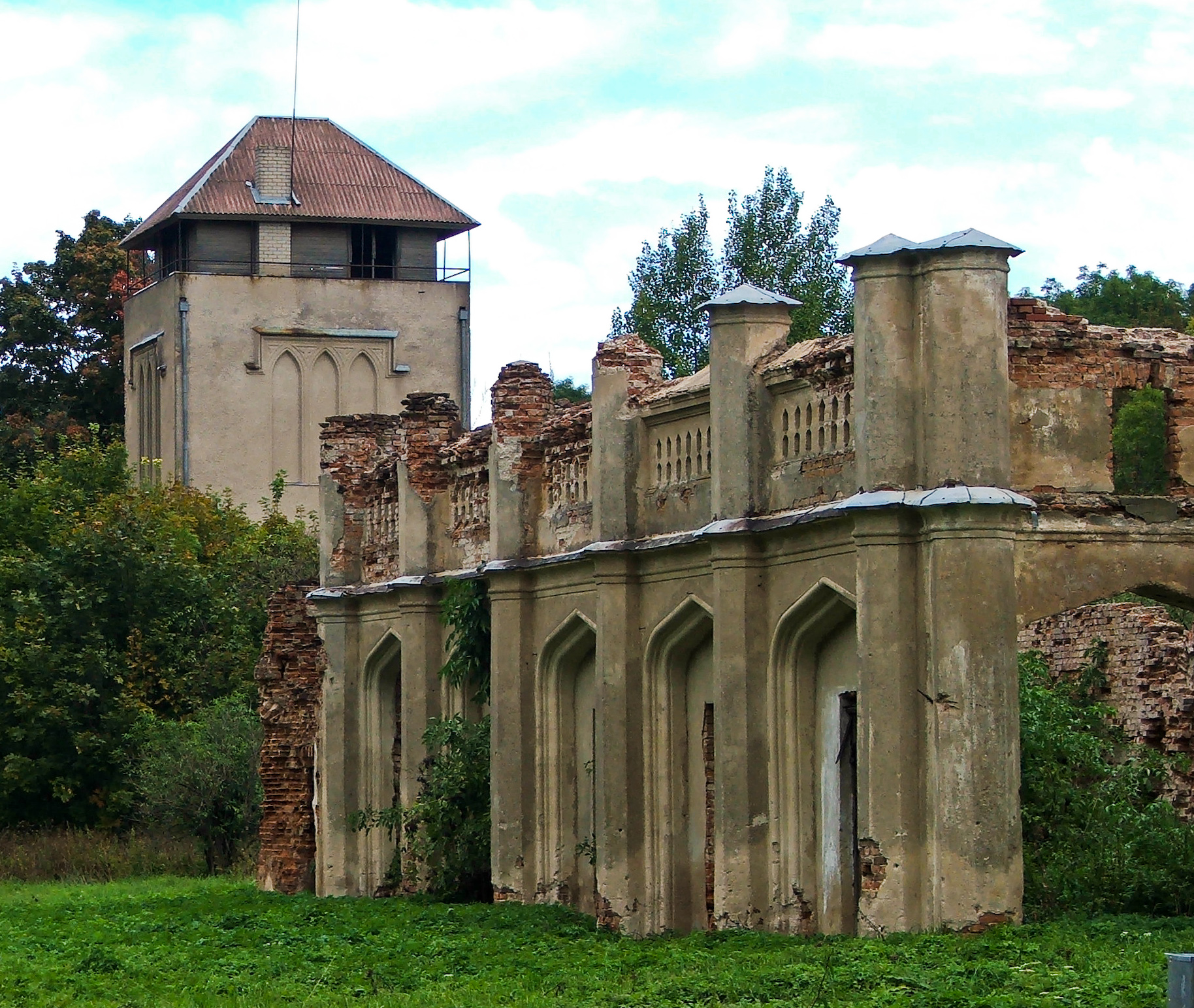
Resztki wieży i ruin pałacu, 2007

- W I Rzeczypospolitej – w powiecie wiłkomierskim województwa wileńskiego Rzeczypospolitej[4];
- po III rozbiorze Polski (od 1795 roku) miasteczko i majątek należały do parafii Pobojsk i były siedzibą gminy Wojtkuszki w powiecie wiłkomierskim (ujeździe) guberni wileńskiej (w latach 1797–1801 guberni litewskiej), a od 1843 roku – guberni kowieńskiej Imperium Rosyjskiego[2];
- po I wojnie światowej wieś należała do Litwy, która w okresie 1940–1990, jako Litewska Socjalistyczna Republika Radziecka, wchodziła w skład ZSRR;
- od 1990 roku wieś leży na terenie niepodległej Litwy.

### XVIII–XXI wiek
We wsi w 1789 roku został wybudowany murowany kościół filialny pw. Zbawiciela fundacji Michała Kossakowskiego. Stanisław Szczęsny pokrył kościół blachą. Przy pałacu również zbudowano kaplicę.
W 1799 roku Józef Dominik ufundował (za zezwoleniem cara Pawła I) w Wojtkuszkach komandorię maltańską z prawem starszeństwa w męskiej linii.
Od 1820 roku Stanisław Kossakowski zakładał tu szkółki, ochronki, szpitale, kasy pożyczkowe, zaprowadził samorząd gminny, zniósł daremszczyznę i ograniczył pańszczyznę (do 104 dni w roku). W 1858 roku uzyskał on pozwolenie na utworzenie ordynacji na Wojtkuszkach.
W latach radzieckich była tu siedziba kołchozu.

### Znane osoby
W Wojtkuszkach:
- w 1715 roku urodził się Antoni Skorulski[1][a], rektor Akademii Wileńskiej
- w 1771 roku urodził się Józef Dominik Kossakowski
- w 1798 roku zmarł Michał Kossakowski (1733–1798)
- w latach 1857–1859 przebywał tu Stanisław Saint Clair.

## Pałac
W drugiej połowie XVIII wieku Michał Kossakowski urządził tu swą rezydencję. Rozbudował stary pałac Skorulskich. W latach 1857–1862 Stanisław Szczęsny dokonał całkowitej przebudowy pałacu, nadając mu formę angielskiego neogotyku, na szczytach i rogach wieżyczki, po prawej stronie parterowe skrzydło zakończone dwupiętrową wieżą zwieńczoną blankami.
Pałac był otoczony dużą liczbą oficyn i wielu budynków gospodarczych. Wokół był wielki i malowniczy park z jeziorem, na zboczach wzgórza, porośnięty starodrzewiem, przeprojektowany pod koniec XIX wieku.
Pałac został ograbiony i zdewastowany w czasie I wojny światowej. W czasie II wojny światowej początkowo umieszczono w nim internowanych żołnierzy polskich. W czasie okupacji hitlerowskiej budynek służył jako getto żydowskie. Był to punkt dystrybucyjny, do którego przywożono Żydów z Wiłkomierza i okolicznych miejscowości, po czym wysyłano ich grupami na egzekucje: 8 i 19 sierpnia 1941 roku około 1325 Żydów rozstrzelano w lesie Piwonia w pobliżu dworu, a 5 września 1941 roku – około 4709.
Po wojnie pałac popadł w ostateczną ruinę i większość jego murów rozebrano. Pozostała jedynie samotna wieża i fragment stajni.
Od 1992 roku ruiny pałacu są chronione jako zabytek (pozycja 811 w rejestrze zabytków). W 2017 roku z rąk prywatnych odkupił je potomek rodu Paweł Szanajca-Kossakowski. W 2019 roku ruiny zostały ponownie wystawione na sprzedaż.
Majątek Wojtkuszki został opisany w 4. tomie Dziejów rezydencji na dawnych kresach Rzeczypospolitej Romana Aftanazego.